# Elmadağ
Elmadağ és una població i districte de la província d'Ankara a la regió d'Anatòlia Central de Turquia. D'acord amb el cens del 2010, la població del districte era de 43.311 habitants dels quals 42.099 vivien a la població d'Elmadağ.
El districte té una superfície de 568 km²,
i l'elevació mitjana de 1.135 m amb el punt de major elevació al mont İdris 1995 m. Elmadağ (1.862 m.) també és una muntanya prop de la ciutat i a 45 km de la ciutat d'Ankara a la carretera de Kırıkkale.